# آرمادیل، استرالیای غربی
آرمادیل یک منطقهٔ حومه ای در پرت استرالیا است که داخل شهر آرمادیل و لبهٔ جنوب شرقی منطقهٔ شهری پرت قرار می‌گیرد. تقاطع اصلی بزرگراه جنوب غربی و بزرگراه آلبانی که پرت را به ساوت وست و گریت ساوترن وصل می‌کند در اینجا قرار دارد.